# Признаница
Признаница је писмена исправа којом поверилац потврђује да је примио исплату којом је његова тражбина намирена. Њу може издати и пословно неспособно лице јер она није правни посао већ доказ о одређеној чињеници.
Лице које изврши своју обавезу потпуно или делимично има право да захтева да му поверилац о томе изда признаницу о свом трошку.
Уколико је дужник своју обавезу извршио преко банке или поште има право да од повериоца захтева признаницу само ако за то има оправдан разлог (нпр. изгубио је уплатницу).
Ако је издата признаница да је потпуно плаћена главница важи претпоставка да су плаћене камате и судски трошкови ако их је било.
Ако дужник повремених давања има признаницу да је платио доцније доспело потраживање важи претпоставка да је платио она која су раније доспела.
Ако поверилац одбије да да признаницу дужник може предмет своје обавезе положити суду. 
Признаница има значај простог доказа у праву Републике Србије.